# 七號波克特鎮區 (北卡羅萊納州李縣)
七號波克特鎮區（英語：Township 7, Pocket）是位於美國北卡羅萊納州李縣的一個鎮區。

## 地方資料
七號波克特鎮區的面積為131.57平方千米，皆為陸地。根據2020年美國人口普查的數據，當地共有人口5917人，而人口密度為每平方千米44.97人。